# Рікардо Нестор Мартінес
Рікардо Нестор Мартінес (ісп. Ricardo N. Martínez) — аргентинський палеонтолог, куратор палеохребетних в Інституті та музеї природничих наук Національного університету Сан-Хуана. Він виявив кількох динозаврів, деякі з найпримітивніших: еораптор, еодромеус, панфагія, санхуансавр і адеопаппозавр. Опублікував численні статті в спеціалізованих журналах.